# نوک‌شاخ خاکستری مالابار
نوک‌شاخ خاکستری مالابار (نام علمی: Ocyceros griseus) نام یک گونه از تیره نوک‌شاخ است.